# Cour suprême du Bangladesh
La Cour suprême du Bangladesh (bengali : বাংলাদেশ সুপ্রীম কোর্ট) est la plus haute cour de justice du Bangladesh. Elle est composée de la High Court Division (Haute Cour) et de la Appellate Division (Division d'appel) et a été créée par la Partie VI, chapitre I, de la Constitution du Bangladesh adoptée en 1972. C'est également le bureau du juge en chef, des juges de la Division d'appel et des juges de la Haute Cour du Bangladesh. En Août 2024, il y avait 2 judges à la Division d'appel et 82 (80 sont permanents et 2 additional) à la Haute Cour.

## Structure
La Cour suprême du Bangladesh est divisée en deux parties. Premièrement, la division d'appel et, deuxièmement, la division de la High Court Division (Haute Cour). La Haute Cour reçoit les appels interjetés par les cours et tribunaux inférieurs ; elle a également compétence de première instance dans certaines affaires limitées, telles que les demandes d'assignation en vertu de l'article 102 de la Constitution du Bangladesh et les affaires relatives aux sociétés et à l'amirauté. La division d'appel a compétence pour entendre les appels interjetés par la Haute Cour. La Cour suprême est indépendante du pouvoir exécutif et peut statuer contre le gouvernement dans les affaires politiquement controversées.
Le président de la Cour suprême du Bangladesh et les autres juges de la Cour suprême sont nommés par le président du Bangladesh, après consultation obligatoire préalable avec le Premier ministre,. Le point d'entrée au siège des juges de la Chambre de la Haute Cour est le poste de juge suppléant qui est nommé pour une période de deux ans parmi les avocats en exercice de l'Association du barreau de la Cour suprême et parmi les membres du service judiciaire conformément aux dispositions de l'article 98 de la Constitution. Le ratio actuel de cette nomination est de 80 % à 20 %. Au terme de cette période et sur recommandation du président de la Cour suprême, un juge supplémentaire est nommé à titre permanent par le président du Bangladesh conformément aux dispositions de l'article 95 de la Constitution. Les juges de la Chambre d'appel sont également nommés par le président du Bangladesh en vertu de la même disposition. Toutes ces nominations entrent en vigueur à compter de la date à laquelle la personne nommée prête serment conformément aux dispositions de l'article 148 de la Constitution,.
Un juge de la Cour suprême du Bangladesh reste en fonction jusqu'à ce qu'il atteigne l'âge de 67 ans, comme le prévoit la loi de 2004 portant amendement de la Constitution (treizième amendement - loi 14 de 2004),. Un juge qui prend sa retraite est frappé d'incapacité lorsqu'il plaide ou agit devant un tribunal ou une autorité ou lorsqu'il occupe une charge à but lucratif au service de la République, n'étant pas une charge judiciaire ou quasi judiciaire ou le bureau du conseiller principal ou du conseiller,.
Un juge de la Cour suprême n'est révoqué que conformément aux dispositions de l'article 96 de la Constitution, qui prévoit que le Conseil supérieur de la magistrature est habilité à révoquer un juge de la Cour suprême s'il donne au juge délinquant la possibilité d'être entendu. Le Conseil supérieur de la magistrature est constitué du juge en chef du Bangladesh et des deux juges doyens suivants de la Chambre d'appel, à condition que, à tout moment, si le Conseil enquête sur la qualité ou la conduite d'un juge membre du Conseil supérieur de la magistrature, ou si un membre du Conseil est absent ou incapable d'agir pour cause de maladie ou autre, le juge qui est le plus ancien membre du Conseil doit agir en tant que membre de ce dernier,.
Les juges des cours suprêmes sont indépendants dans l'exercice de leurs fonctions judiciaires en vertu du paragraphe 4 de l'article 94 de la Constitution,.

## Arrêts de la Cour suprême du Bangladesh
Conformément à l'article 111 de la Constitution du Bangladesh de 1972, les arrêts de la Cour suprême ont force de loi et l'article dispose que la loi déclarée par la Chambre d'appel engage la Haute Cour et que la loi déclarée par l'une ou l'autre chambre de la Cour suprême engage les tribunaux qui lui sont subordonnés.
Ces jugements sont généralement rassemblés dans le Recueil de la Cour suprême du Bangladesh. Il existe également de nombreux recueils de jurisprudence qui publient les jugements et ordonnances de la Cour suprême. Tous ces recueils de jurisprudence sont en volumes imprimés. Seul Chancery Law Chronicles offre le service en ligne des jugements de la Cour suprême du Bangladesh,.

## Critique
Bien que le bengali soit la seule langue d'État du Bangladesh conformément à l'article 3 de la Constitution du Bangladesh et que le taux d'alphabétisation en anglais soit très faible, les jugements rendus par les juges de la Cour suprême du Bangladesh sont souvent en anglais, suivant la tradition coloniale du régime britannique et en violation de la loi de 1987 portant application du bengali et du Pacte international relatif aux droits civils et politiques,. Sheikh Hasina, le Premier ministre du Bangladesh en exercice depuis le plus longtemps, a suggéré que les juges rendent leurs verdicts en bengali afin que chaque Bangladais puisse les lire et, plus tard, si nécessaire, que les verdicts puissent être traduits en anglais. Muhammad Habibur Rahman, ancien président de la Cour suprême du Bangladesh, a déclaré que si la justice est une vertu et un service au peuple, alors les verdicts devraient être rendus en bengali. Il a également déclaré que si le peuple du pays veut que tous les travaux de la Cour suprême se déroulent en bengali, les représentants du peuple à la Jatiya Sangsad (Parlement du Bangladesh) doivent promulguer et appliquer une loi pour garantir l'utilisation du bengali à la Cour suprême.

## Controverses
L'ancien juge en chef Mohammad Fazlul Karim a refusé de prêter serment au juge Md. Ruhul Quddus, impliqué dans l'assassinat d'Aaslam, étudiant pro-Jamaat-e-Islami Bangladesh de l'université de Rajshahi, le 17 novembre 1988, alors qu'il était dirigeant de Jatiya Samajtantrik Dal (JSD), et au juge Mohammad Khosruzzaman qui a commis un outrage manifeste au tribunal le 30 novembre 2006. Le juge Nazrul Islam Talukder était l'avocat du capitaine (retraité) Mohammad Kismat Hashem, l'un des accusés dans l'assassinat du Sheikh Mujibur Rahman, le premier président du Bangladesh, et Jail Killing Day en 1975.
Le juge Imman Ali est citoyen britannique, ce qui peut l'empêcher d'accéder à la justice au Bangladesh.
Le juge Shah Abu Nayeem Mominur Rahman, juge de la chambre d'appel, et premier parmi ces juges, a démissionné le 12 mai 2011 en raison de son remplacement, puisqu'il était présumé être le juge en chef du Bangladesh le 18 mai 2011.
Le juge Mohammed Nizamul Huq Nassim a démissionné de son poste de président du Tribunal pénal international le 11 décembre 2012 dans un climat de controverse pour avoir eu des conversations Skype avec un expert juridique expatrié du Bangladesh basé en Belgique.
Le président du Bangladesh a ordonné la formation d'un Conseil judiciaire suprême chargé d'enquêter sur les fautes professionnelles présumées du juge de la Haute Cour, Mizanur Rahman Bhuiyan, après avoir distribué des exemplaires du rapport du 17 février du Daily Inqilab, qualifiant de moortad (hérétique) parmi les juges de la Cour suprême du Bangladesh, le militant et blogger Ahmed Rajib Haider, qui proteste lors des manifestations de la place Shahbag en 2013.
Le 12 juin 2014, le juge A.B.M. Altaf Hossain n'a pas été confirmé comme juge permanent malgré la recommandation du président de la Cour suprême du Bangladesh. Il a donc signifié des avis juridiques aux hauts fonctionnaires du gouvernement bangladais pour le réintégrer dans ses fonctions dans les 72 heures.
La juge en chef Surendra Kumar Sinha a démissionné depuis Singapour le 11 novembre 2017 alors qu'elle était en congé et qu'elle était en transit de l'Australie au Canada.